# Нари (буква)
Нари (ნ, груз. ნარი) — тринадцатая буква современного грузинского алфавита и четырнадцатая буква классического грузинского алфавита.

## Использование
В грузинском языке обозначает звук [n] (перед велярными согласными — [ŋ]). Числовое значение в изопсефии — 50 (пятьдесят).
Также используется в грузинском варианте лазского алфавита, используемом в Грузии. В латинице, используемой в Турции, ей соответствует n.
Ранее использовалась в абхазском (1937—1954) и осетинском (1938—1954) алфавитах на основе грузинского письма, после их перевода на кириллицу в обоих случаях была заменена на н.
Во всех системах романизации грузинского письма передаётся как n. В грузинском шрифте Брайля букве соответствует символ ⠝ (U+281D).

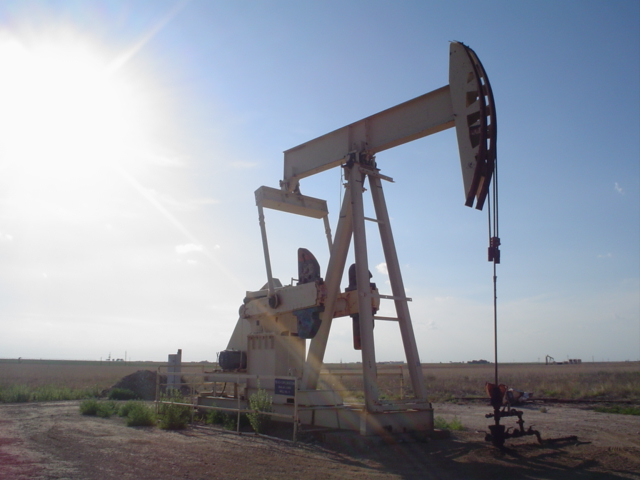
ნავთობი (навтоби) — Нефть
ნინოწმინდა (Ниноцминда) — город в Грузии

## Написание
| Асомтаврули | Нусхури | Мхедрули |
| ----------- | ------- | -------- |
|             |         |          |

## Кодировка
Нари асомтаврули и нари мхедрули включены в стандарт Юникод начиная с самой первой его версии (1.0.0) в блоке «Грузинское письмо» (англ. Georgian) под шестнадцатеричными кодами U+10AC и U+10DC соответственно.
Нари нусхури была добавлена в Юникод в версии 4.1 в блок «Дополнение к грузинскому письму» (англ. Georgian Supplement) под шестнадцатеричным кодом U+2D0C; до этого она была унифицирована с нари мхедрули.
Нари мтаврули была включена в Юникод в версии 11.0 в блок «Расширенное грузинское письмо» (англ. Georgian Extended) под шестнадцатеричным кодом U+1C9C.